# Battaglia di Saint-Julien
La battaglia di Saint-Julien venne combattuta il 1º marzo 1814 nell'ambito della campagna nel nord-est della Francia della guerra della sesta coalizione.
Nell'ambito della controffensiva allestita dal maresciallo Pierre Augereau contro le unità austriache del generale Ferdinando Bubna che avevano invaso la Savoia, la divisione francese del generale Jean Gabriel Marchand attaccò le truppe austriache del generale Johann Klebelsberg che tenevano la cittadina di Saint-Julien-en-Genevois; ne seguirono duri scontri, al termine dei quali i francesi furono costretti a battere in ritirata perché a corto di munizioni.

## Antefatti

### L'invasione della Francia sud-orientale
Il 21 dicembre 1813 unità austriache dell'Armata di Boemia del feldmaresciallo Karl Philipp Schwarzenberg diedero avvio all'invasione della Francia napoleonica entrando in territorio svizzero e attraversando il fiume Reno tra Basilea e Sciaffusa, senza incontrare opposizione da parte delle forze elvetiche; una vola oltre il Reno, l'Armata di Boemia compì una conversione a destra ed entrò in Francia attraverso la frontiera franco-svizzera.
L'avanguardia dell'armata era rappresentata dalla 1ª Divisione leggera del generale Ferdinando Bubna, forte di 6 388 uomini e 24 cannoni, che raggiunse Ginevra il 30 dicembre; il comandante della guarnigione francese della città ebbe un ictus e i suoi 1 500 soldati capitolarono subito senza opporre resistenza, consegnando agli austriaci l'ampio arsenale ammassato nella città. Dopo questo successo, Bubna fu lasciato libero di agire in maniera indipendente, e l'11 gennaio 1814 gli austriaci si spinsero verso sud occupando Bourg-en-Bresse. Napoleone assegnò quindi il maresciallo Pierre Augereau alla difesa di Lione, incaricandolo di condurre azioni contro l'ala sinistra dell'armata di Schwarzenberg e di ricatturare Ginevra; 10 000 fanti più unità di cavalleria furono richiamati dal fronte dei Pirenei orientali per andare a rinforzare l'armata di Augereau a Lione.
Augereau raggiunse Lione il 14 gennaio, dove fu informato dal generale Louis François Félix Musnier che solo 1 200 soldati e 500 coscritti inesperti erano disponibili per difendere la città; lasciato Musnier a fare il possibile per difendere Lione, Augerau diresse quindi a Valence per radunare nuove truppe. Entro il 16 gennaio le prime pattuglie austriache erano giunte in vista di Lione, e temendo che i suoi sparuti soldati non fossero a sufficienza il 17 gennaio Musnier evacuò la città rifugiandosi sulla sponda occidentale del fiume Saône. Informato di questi sviluppi, Bubna inviò un emissario per chiedere la resa della città, ma il negoziatore austriaco fu accolto da una folla ostile che minacciò di linciarlo; Musnier giocò d'astuzia e fece il possibile per ingigantire agli occhi degli austriaci la consistenza delle sue forze e l'ostilità della popolazione locale. Bubna rinunciò a occupare immediatamente la città, consentendo a Musnier di rioccuparla; il 19 gennaio 1 200 soldati francesi arrivarono da Valence, consentendo al generale di scacciare le pattuglie austriache dai sobborghi di Lione.

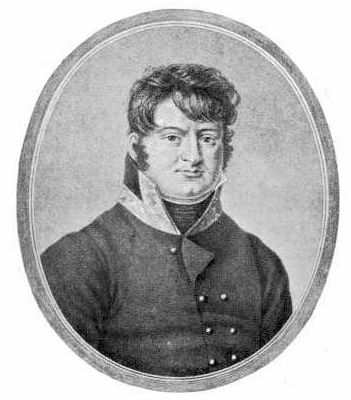
Ritratto del XIX secolo di Ferdinando Bubna, comandante delle forze austriache in Savoia nel 1814

Il 20 febbraio 900 soldati e 20 cannoni francesi raggiunsero Lione, seguiti il 21 da Augereau alla testa di 200 cavalieri. Per quella data la colonna di Bubna si era ritirata verso nord a Pont-d'Ain, abbandonando poco dopo anche Mâcon; l'austriaco perse così un'ottima opportunità di catturare un'importante città ed eliminare la minaccia alle linee di rifornimento di Schwarzenberg. Nel mentre, unità austriache avevano invaso la Savoia occupando Aix-les-Bains e Chambéry, il II Corpo d'armata del generale Alois von Liechtenstein aveva bloccato Besançon e il grosso dell'Armata di Boemia era in marcia verso nord-ovest sulla strada per Parigi.

### La controffensiva francese
Entro il febbraio 1814 i rinforzi arrivati dai Pirenei avevano consentito ad Augereau di organizzare la sua armata in quattro divisioni, assegnate ai generali Musnier (5 500 uomini), Claude Marie Pannetier (4 200 uomini), Martial Bardet (3 500 uomini) e Jean Gabriel Marchand (4 800 uomini); il generale Alexandre Elisabeth Michel Digeon comandava un contingente di 2 000 cavalieri, e come riserva vi erano altre 3 000 guardie nazionali inadatte a compiti di prima linea, Con queste truppe Augereau decise di sferrare una controffensiva contro le forze di Bubda, salite nel frattempo a un totale di 12 000 uomini.
Il 17 gennaio Augereau inviò Musnier e Pannetier a colpire il nemico a nord-est di Lione in direzione di Ginevra, dove avrebbero dovuto incontrare Marchand che si sarebbe messo in marcia dalla Savoia. Pannetier catturò Villefranche-sur-Saône il 18 febbraio e Mâcon il giorno dopo, mettendo in rotta un contingente di 3 000 austriaci facendone prigionieri 300. Musnier mosse a nord-est e catturò il 18 febbraio la città di Meximieux; dopo aver preso Nantua il 19 febbraio, Musnier respinse il nemico verso nord obbligando Bubna ad abbandonare Bourg-en-Bresse il 20 febbraio. Informato di questi sviluppi, Schwarzenberg distaccò dalla sua armata il I Corpo del generale Federico Bianchi, una divisione di riserva e altre truppe addizionali perché marciassero rapidamente su Digione; nel mentre, Napoleone incoraggiò Augereau perché avanzasse su Chalon-sur-Saône per portare la minaccia alle linee di rifornimento di Schwarzenberg.

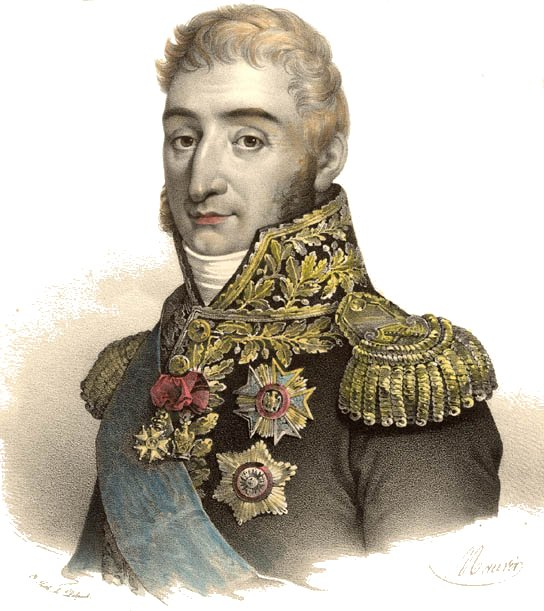
Il maresciallo Augereau in un ritratto di François-Séraphin Delpech

Il 15 febbraio intanto Marchand si era mosso dalla Savoia, catturando con un'azione di forza lo strategico passo di Échelles; il giorno seguente i francesi di Marchand raggiunsero Chambéry, venendo rinforzati da un contingente di 1 400 soldati sotto il generale Joseph Marie Dessaix che aveva scacciato da Montmélian un reggimento di Grenzer austriaci. Le unità austriache del generale Johann Nepomuk von Klebelsberg, forti di 2 200-3 000 fanti e 800 cavalieri, abbandonarono quindi Chambéry il 19 febbraio dopo essere state aggirate, ripiegando su una posizione difensiva a sud di Aix-les-Bains ancorata sul lato destro al Lago del Bourget; il 22 febbraio i francesi scacciarono le truppe di Klebelsberg da questa posizione con una brillante carica di cavalleria.
Napoleone fu piuttosto critico verso la condotta di Augereau: in una sua lettera al maresciallo, l'imperatore gli ordinò di assemblare le sue disperse forze in un'unica grande armata che avrebbe dovuto condurre personalmente. Mentre l'offensiva francese si fermava per attuare questa riorganizzazione, Bubna si affrettò a rinforzare le sue posizioni: la brigata del generale Georg Heinrich von Scheither ricevette ordine di tenere Chalon-sur-Saône fino all'ultimo uomo, mentre la brigata del generale Joseph Klopstein von Ennsbruck fu inviata a difender Ginevra. Il 24 febbraio la brigata del generale Joseph Serrant, unità di testa della divisione di Marchand, lasciò Aix-les-Bains e respinse gli austriaci fuori da Albens dove la strada principale si biforcava; imboccata la biforcazione che conduceva a destra, Serrant obbligò gli austriaci ad abbandonare Annecy il giorno seguente e li inseguì verso nord alla volta di Allonzier-la-Caille. Quello stesso 25 febbraio, la brigata austriaca di Klopstein si ricongiunse alle truppe di Klebelberg a Frangy; Marchand era in marcia da Albens sulla biforcazione di sinistra, andando ad occupare Frangy il 27 febbraio.

## La battaglia

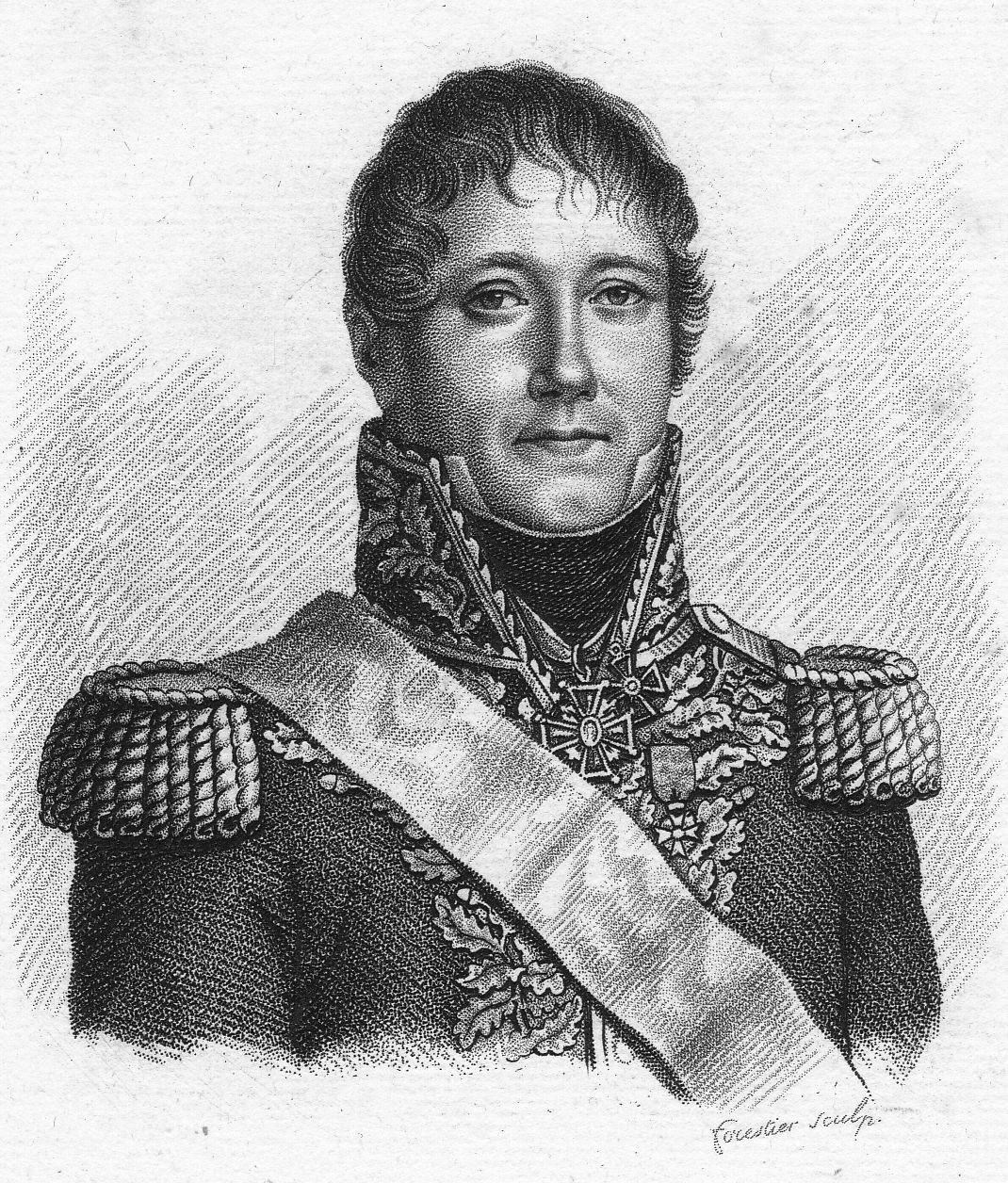
Ritratto d'epoca di Jean Gabriel Marchand

Klebelsberg aveva ai suoi ordini 5 600 uomini divisi in dieci battaglioni di fanteria e otto squadroni di cavalleria, supportati da 29 cannoni. Contando sul fatto che Bubna gli avrebbe potuto presto mandare dei rinforzi attraverso il territorio svizzero, Klebelsberg si schierò in posizione difensiva: la brigata del generale Theophil Joseph von Zechmeister fu schierata sulla sua sinistra ad Archamps mentre la brigata del generale Klopstein prese posizione sulla destra a Saint-Julien-en-Genevois e Bardonnex. Marchand ordinò a Serrant di muovere sui pendii del monte Salève per aggirare la posizione di Zechmeister, mentre Dessaix veniva inviato ad attaccare il fianco destro di Klopstein presso i villaggi di Tairier (o Thairy) e Turens (o Thérens); Marchand avrebbe invece diretto lui stesso contro il centro delle posizioni austriache a Saint-Julien.
Il 1º marzo, alle 08:00, Serrant iniziò a respingere le posizioni avanzate del battaglione del Reggimento Grenzer Warasdiner Kreuzer da Le Petit Châble verso la principale linea di difesa austriaca a La Place vicino Archamps. Due ore più tardi, la brigata di Dessaix mosse divisa su tre colonne e scacciò gli austriaci fuori dai villaggi di Viry, Présilly e Songy; un mezzo battaglione austriaco del Reggimento fanteria Wenzel Colloredo trattenne l'avanzata dei francesi finché non fu aggirato da una delle colonne di Dessaix che mosse da Songy.
Come parte dei suoi tentativi di aggiramento della destra degli austriaci, Dessaix ordinò a un battaglione di muovere attraverso il ruscello di Aire verso i villaggi di Tairier e Crache. Per contrastare questa mossa, gli austriaci mossero un battaglione del Reggimento Wenzel Colloredo sulla loro destra, ma a dispetto di ciò Dessaix riuscì a catturare gli abitati di Crache e Tairier e un po' del terreno elevato circostante. Nel mentre, la colonna centrale di Marchand raggiunse le alture a sud di Saint-Julien e iniziò ad attaccare la città; questo assalto fu però bloccato da tre compagnie del Reggimento Grenzer Peterwardeiner e del Reggimento Colloredo. Marchand lanciò un secondo assalto, ma fu ributtato indietro da un contrattacco di due compagnie e mezzo del Reggimento fanteria Vogelsang; dopo questo successo, gli austriaci dei reggimenti Vogelsang e Colloredo si spinsero in avanti e rioccuparono Tairier.
Dessaix lanciò forze fresche nella battaglia, ma i suoi sforzi di aggiramento della destra austriaca furono ribattuti da cinque compagnie del Reggimento fanteria Kaunitz; al calare della notte, Dessaix teneva Tairier e aveva truppe in movimento nella gola di Turnes. Marchand ordinò un terzo assalto a Saint-Julien, ma la sua colonna finì sotto il tiro di una batteria austriaca di 14 cannoni: i pezzi austriaci sopraffecero rapidamente l'artiglieria francese, mettendo fuori combattimento due o tre dei cannoni nemici. Mentre entrambe le parti si accampavano per la notte sul terreno della battaglia, Marchand fu contrariato nello scoprire che le sue truppe avevano consumato la maggior parte delle loro munizioni; il generale dovette infine ordinare una ritirata di 100 chilometri fino a Fort Barraux per trovare i rifornimenti per a sua divisione.

## Conseguenze
La battaglia di Saint-Julien fu un successo tattico per gli austriaci, i quali inflissero ai francesi secondo alcune fonti la perdita di 1 200-1 400 tra morti e feriti subendo di converso a loro volta solo 650 perdite. Altri autori stimano le perdite di Marchand in 1 000 tra morti e feriti e 300 prigionieri su un totale di 11 000 uomini impegnati in battaglia, mentre gli austriaci avrebbero perso 650 tra morti e feriti; i francesi persero inoltre cinque pezzi d'artiglieria.
Marchand rinunciò a ritirarsi ulteriormente quando seppe che la divisione del generale Bardet era in arrivo in suo supporto, dopo aver catturato Fort l'Écluse ed essere avanzata lungo la riva nord del Rodano verso Ginevra. Allarmato da questa incursione, Bubna ordinò immediatamente a Klebelsberg di ritirarsi da Saint-Julien verso Ginevra. Alla fine di febbraio la divisione di Pannetier e la cavalleria di Digeon occuparono Lons-le-Saulnier e cacciarono gli austriaci da Poligny; Augereau pose il suo quartier generale a Lons-le-Saulnier e ordinò a Musnier di raggiungerlo con le sue forze. L'intenzione di Augereau era di colpire a est attraverso Morez per raggiungere Nyon sulla riva del Lago di Ginevra, ed entro il 2 marzo la sua avanguardia aveva raggiunto Morez. Quando seppe che Augereau era arrivato a Saint-Cergue vicino Noyon, Bubna dovette prepararsi ad essere assediato a Ginevra o, all'opposto, a rischiare una battaglia campale davanti alla città; la divisione di Bardet occupò Saint-Genis-Pouilly a occidente di Ginevra mentre Marchand raggiunse la sponda meridionale del fiume Arve.
Credendo erroneamente che Bardet e Marchand avrebbero potuto catturare facilmente Ginevra, Augereau richiamo la divisione di Musnier da Champagnole per unirla alle unità di Pannetier e Digeon e prepararsi a marciare a nord-est verso Besançon. Appreso di questo cambio di strategia, Bubna decise di rimanere trincerato a Ginevra, sapendo che Marchand non aveva abbastanza mezzi per conquistare la città. Il 4 marzo la nuova "Armata del sud" austriaca del generale Federico Bianchi, forte di 40 000 uomini, fece la sua comparsa nel teatro quando le sue colonne avanzate raggiunsero Chalon-sur-Saône; una seconda colonna sotto il generale Maximilian Alexander von Wimpffen attaccò Poligny mentre una terza colonna comandata dal principe Filippo d'Assia-Homburg occupava Dole. Numericamente soverchiato, Augereau dovette rapidamente rinunciare a tutti i suoi guadagni territoriali e ordinare una ritirata generale alla volta di Lione per difendere la città.